# Johannes Nicolaus Furichius
Johannes Nicolaus Furichius (* 1602 in Straßburg; † 14. Oktober 1633 ebenda) war ein neulateinischer Dichter, Arzt und Alchemist.

## Leben
Furichius war der Sohn von Hugenotten, die wahrscheinlich wegen religiöser Verfolgung aus Frankreich geflohen waren, und lernte Deutsch auf dem protestantischen Gymnasium (Akademie) in Straßburg. Dort befreundete er sich mit Johann Michael Moscherosch und ging wie dieser dichterischen Neigungen nach. 1622 erwarb er in Straßburg den Magister artium und des Poeta Laureatus und begann 1623 in Straßburg ein Medizinstudium. Um diese Zeit erschienen zwei Gedichtbände von ihm im Druck. Er reiste 1625 über die Schweiz (unter anderem Genf) nach Italien und studierte Medizin in Padua.  Hier entstand sein alchemistisches Gedicht Aurea Catena nach dem Vorbild entsprechender Gedichte von Giovanni Aurelio Augurello (Chrysopeia, Venedig 1515), die die Alchemie in mythologischen Allegorien darstellte. Anfang 1628 war er wieder in Straßburg, wo er im selben Jahr in Medizin promovierte und die Tochter des Straßburger Goldschmiedemeisters Josias Barbette heiratete, mit der er fünf Kinder hatte. In Straßburg war er niedergelassener Arzt. Er befasste sich seit seiner Auslandsreise mit Iatrochemie nach der Schule von Paracelsus und hatte Kontakte zu Rosenkreuzer-Kreisen wie dem Hamburger Joachim Morsius. Dieser besuchte ihn Ende 1631 in Straßburg und regte ihn an, ein weiteres umfangreiches alchemistisches Gedicht zu verfassen als Fortführung und Überarbeitung seiner Aurea Catena. Es erschien 1631 als Chryseidos Libri IIII mit einem eigenen Kommentar von Furichius. Wenig später starb er bei einer Pestepidemie in Straßburg.

## Chryseis
Sein alchemistisches Gedicht Chryseis hat neben dem Einfluss von Augurelli und antiken naturkundlichen Lehrgedichten (Marcus Manilius, Lukrez, Vergil, Claudian), antiken Ärzten und Philosophen auch neuere Dichter als Einfluss (Pierre de Ronsard, Ariost), Florentiner Neuplatoniker, Kommentare von Humanisten, wie die beiden Scaliger (Julius Caesar Scaliger, Joseph Justus Scaliger), zeitgenössische pharmazeutische Literatur (Prospero Alpino), das Corpus Hermeticum (Hermes Trismegistos), paracelsistische und alchemistische Literatur (wie Michael Sendivogius, George Ripley, das Hermetis Trismegisti Tractatus vere aureus de lapidis philosophici secreti, Leipzig 1610). Es besteht aus vier Büchern mit 1600 lateinischen Hexametern und ist Joachim Morsius gewidmet. Der Ich-Erzähler reist in die Wüste Libyens zum Heiligtum der Chryseis (Proserpina, nach Claudian als Vorlage) und trifft dort einen sprechenden Raben und einen weisen alten Einsiedler. Eingebaut sind auch Träume und ihre Deutung.

## Schriften
- Libelli Carminum Tres, Straßburg 1622
- Poemata Miscellanea. Lyrica, Epigrammata, Satyrae, Eclogae, Alia,  Straßburg 1624 (Moscherosch gewidmet)
- Aurea Catena siue Hermes poeticus de Lapide Philosophorum, Padua 1627
- Chryseidos Libri IIII, Straßburg 1631
- Disceptatio et Phrenitide, Straßburg 1628